# Gentse Floraliën

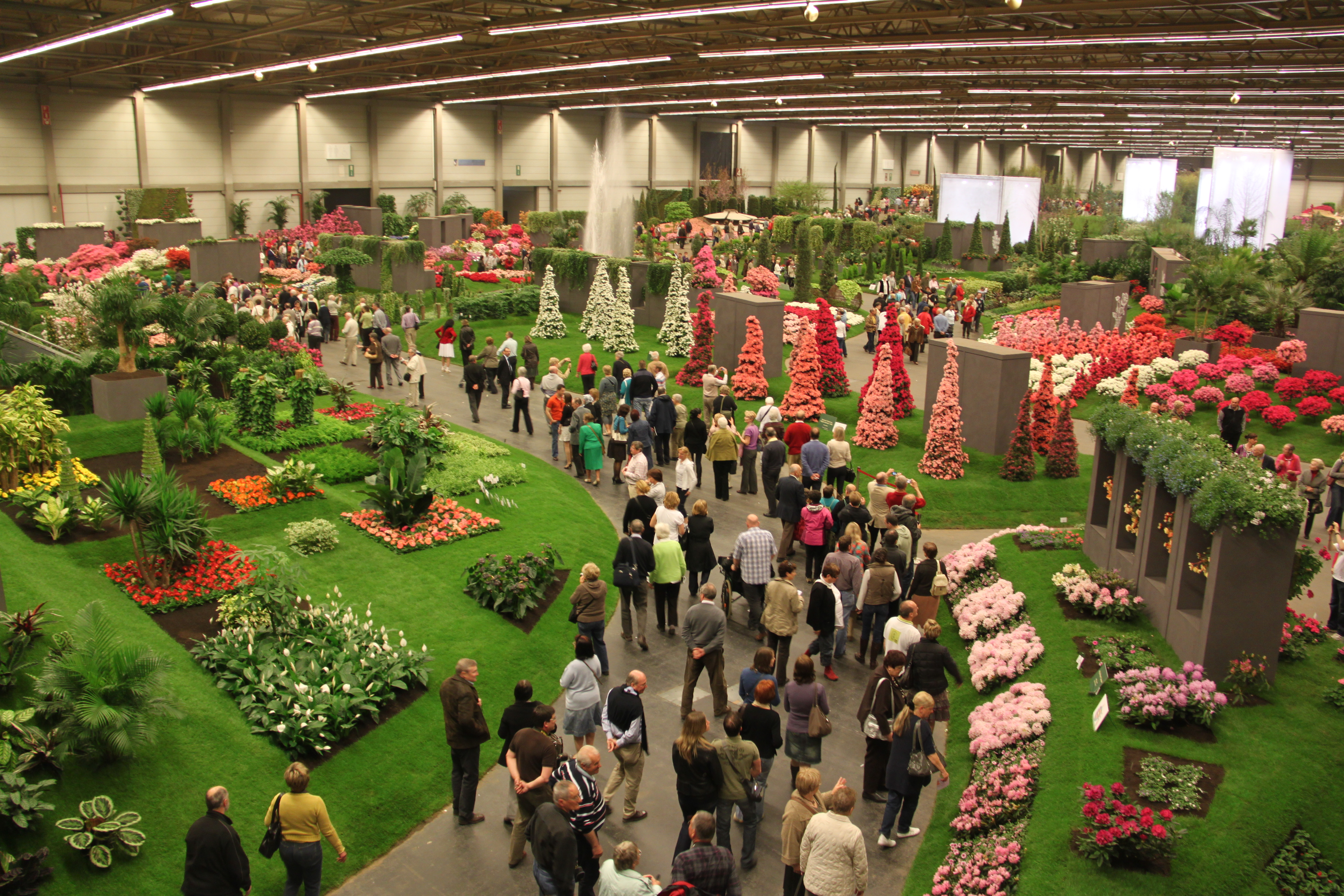
Vanaf 1990 worden de Gentse Floraliën in Flanders Expo georganiseerd.

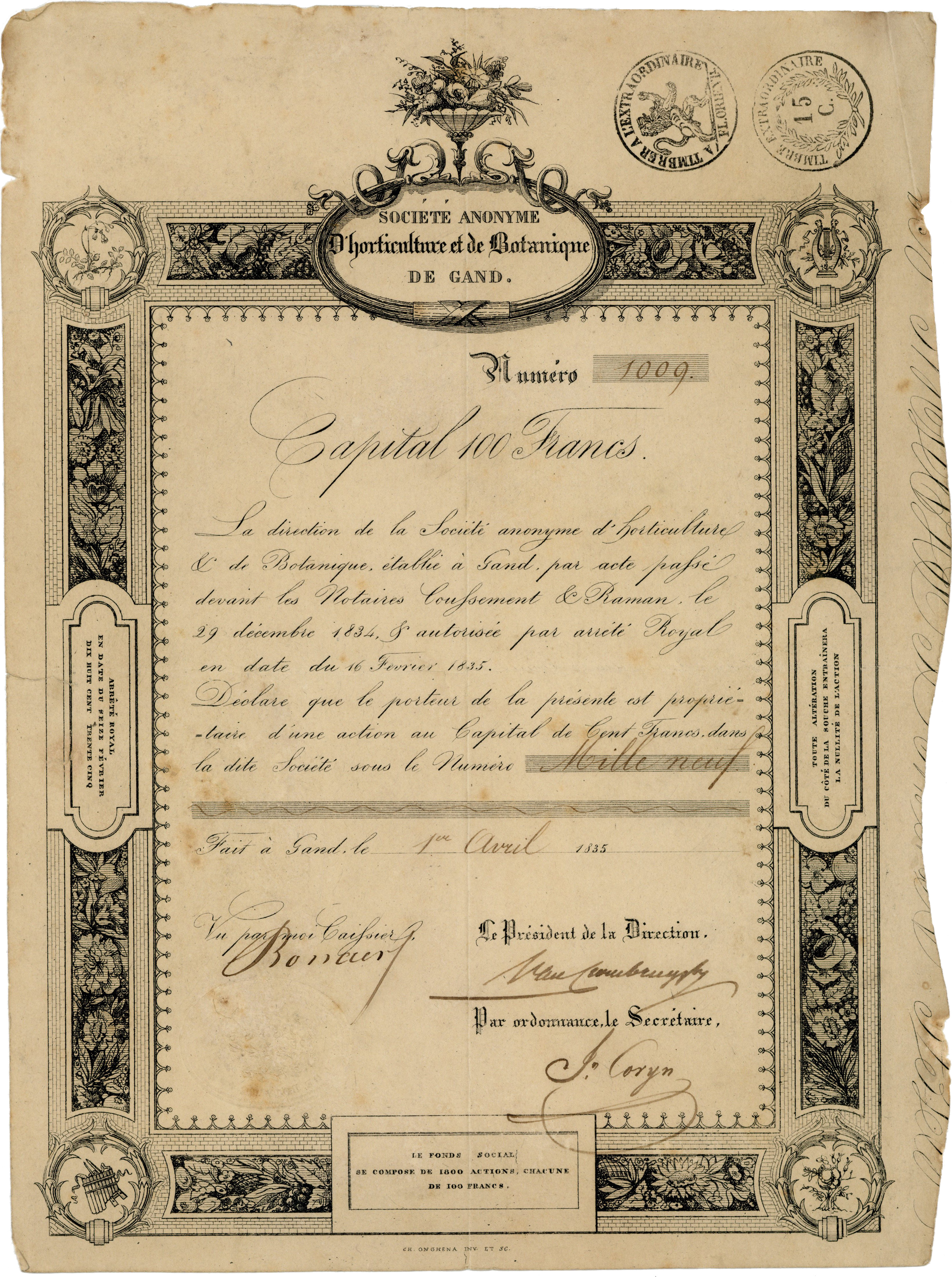
Aandeel van de Société Anonyme d'Horticulture et de Botanique de Gand, opgericht in 1808, voor 100 frank, uitgegeven te Gent op 1 april 1835, in eigen hand ondertekend door voorzitter Joseph Van Crombrugghe

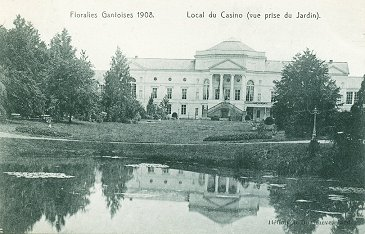
De oude Casino, waar de Floraliën tot in 1908 doorgingen

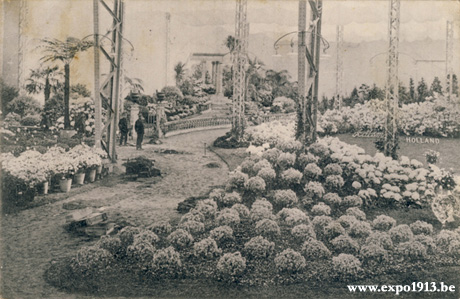
Vanaf 1913 gaan de Floraliën door in het Floraliënpaleis op de site van het huidige citadelpark

Floraliën Gent (met als organisator de Koninklijke Maatschappij voor Landbouw en Plantkunde van Gent) is een vierjaarlijkse tentoonstelling van bloemen en planten in het voorjaar in de stad Gent. De lijfspreuk van de vereniging is ‘Veneficia mea, quirites,haec sunt. Dit betekent vrij vertaald: “mijn tovermiddelen (de werktuigen), burgers, hier zijn ze” of “mijn opbrengsten, mijn producten heb ik te danken aan mijn werktuigen”.

## Geschiedenis
Sinds 1648 werden in Gent bloemenfestivals georganiseerd door de Confrerie van de heilige Dorothea. De stad telde er niet minder dan drie, die jaarlijks het altaar van hun kerk versierden. Na de afschaffing door Jozef II richtten de bloemkwekers in 1808 een nieuwe vereniging op, de Société d'Agriculture et de Botanique de Gand (vanaf 1818 de Koninklijke Maatschappij voor Landbouw en Kruidkunde van Gent). Dit gebeurde in de herbergzaal van Au Jardin de Frascati aan de Coupure. Hun doel was om naar Engels voorbeeld bloemenexposities te houden, maar dan gezamenlijk.
De vereniging organiseerde de eerste Floraliën op 6 februari 1809 in de Frascati. De zaal was amper 48 m² groot. Er waren vele zeldzame planten voor die tijd, omdat ze net bloemen hadden in de winterperiode. Er was ook een soort wedstrijd met prijzen voor de mooiste planten. Erica triflora won de aanmoedigingsmedaille en Camellia japonica en Cyclamen persicum kregen ook een eervolle vermelding. Na het succes van deze eerste editie werd van 29 juni tot 2 juli van 1809 een zomertentoonstelling gehouden in dezelfde Au Jardin de Frascati. Er werden 137 planten tentoongesteld. De eerste prijs ging naar Plumeria floribunda, deze kreeg een zilveren gedenkpenning. Voor de wintertentoonstelling van 1810 werd de Au Jardin de Frascati te klein en verhuisde men naar een feestzaal in de Korte Meer, de zaal heette Sodaliteit en lag vlak bij de Kouter. De tentoonstelling vond plaats van 6 tot 9 februari en er werden 243 planten tentoongesteld. De zomertentoonstelling van 29 juni 1810 vond in dezelfde zaal plaats als de wintertentoonstelling. Ondertussen was herbergier Lanckman van Au Jardin de Frascati naar een ander locatie in de Holstraat waar hij Le jardin botanique (later Hof van Flora, nu HTISA) opende. De wintertentoonstelling van 6 januari 1811 vond op deze locatie plaats.
In 1835 werd het Casino van Gent gebouwd waar tweemaal per jaar een tentoonstelling werd gehouden tot in 1908. Dan verhuisde de tentoonstelling naar een nieuw gebouw, het door Oscar Van de Voorde voor de Wereldtentoonstelling van 1913 ontworpen Feest- en Floraliënpaleis in het Citadelpark. Ambroise Verschaffelt (1825-1886) was lange tijd vicepresident van de Floraliën.
Vanaf 1990 werden de Gentse Floraliën gehouden in Flanders Expo. De laatste maal van 16 tot 25 april 2010.

## Vernieuwing
In 2016 werd Flanders Expo verlaten voor het kunstenkwartier – Bijlokesite, Citadelpark, Leopoldskazerne en Sint-Pietersplein – van Gent. Op deze vier locaties werden bloemen en planten getoond in onder andere inspiratietuinen, florale kunstwerken en kunst- en natuurprojecten. De editie was onder meer door het slechte weer en de hoge toegangsprijzen geen groot succes. Naast deze problemen, was er ook financieel wanbeheer dat de Floraliën met een financiële put achterlieten. Het consultingbedrijf van Ine Marien was aangesproken voor een herpositionering van de Floraliën, maar dit leidde tot een totale kost van over de vier miljoen euro.
In 2017 werd bekendgemaakt dat de editie van 2020 opnieuw zou plaatsvinden in het Gentse Floraliënpaleis en het omliggende Citadelpark. Een nieuw organisatieteam legde in de eerste plaats de focus op de authenticiteit en de essentie, op groenbeleving met erkenning van de professionele business. Thema voor 2020 was "Mijn paradijs, een wereldse tuin!" Wegens de coronacrisis werd deze 36ste editie verplaatst, eerst naar 2021 en later naar 2022.

## Trivia
- Rond Gent zijn veel plantenkwekers. Een van de bekendste bloemsoorten die er in een groot aantal variëteiten gekweekt wordt is de Azalea.
- De Belgische Post bracht diverse postzegels uit ter ere van de Gentse Floraliën. Deze zegels zijn ontworpen door André Buzin.